# El Paso County (Colorado)
El Paso County je druhý nejlidnatější okres státu Colorado (po okresu Denver). Sídlem okresu je město Colorado Springs.